# Ernodea taylori
Ernodea taylori är en måreväxtart som beskrevs av Nathaniel Lord Britton. Ernodea taylori ingår i släktet Ernodea och familjen måreväxter.
Artens utbredningsområde är Bahamas. Inga underarter finns listade i Catalogue of Life.